# عبدالرحیم الوکیلی
عبدالرحیم الوکیلی (عربی: عبد الرحیم الوکیلی؛ زادهٔ ۱۲ دسامبر ۱۹۷۰) یک بازیکن فوتبال اهل مراکش است.
وی همچنین در تیم ملی فوتبال مراکش بازی کرده‌است.